# کابساس د آلامبره
کابساس د آلامبره دهستانی در استان آبیلای اسپانیا است.
در این دهستان ۲۱۴ نفر زندگی می‌کنند. مساحت این دهستان ۱۱٫۵۴ کیلومتر مربع است.